# العبادیه، لبنان
العبادیه (به عربی: العبادیة) یک منطقهٔ مسکونی در لبنان است که در شهرستان بعبدا واقع شده‌است. العبادیه ۷۸۰ متر بالاتر از سطح دریا واقع شده‌است.